# Hrabstwo Emanuel

Piramida wieku hrabstwa

Hrabstwo Emanuel (ang. Emanuel County) – hrabstwo w stanie Georgia w Stanach Zjednoczonych. Jego siedzibą administracyjną jest Swainsboro.

## Geografia
Według spisu z 2000 roku obszar całkowity hrabstwa obejmuje powierzchnię 690,33 mil2 (1787,95 km²), z czego 685,79 mil2 (1776,19 km²) stanowią lądy, a 4,54 mil2 (14,97 km²) stanowią wody. 

### Miejscowości
- Adrian
- Garfield
- Nunez
- Oak Park
- Stillmore
- Summertown
- Swainsboro
- Twin City

### CDP
- Canoochee
- Norristown

### Sąsiednie hrabstwa
- Hrabstwo Jefferson (północ)
- Hrabstwo Jenkins (północny wschód)
- Hrabstwo Burke (północny wschód)
- Hrabstwo Candler (wschód)
- Hrabstwo Tattnall (południowy wschód)
- Hrabstwo Bulloch (południowy wschód)
- Hrabstwo Montgomery (południe)
- Hrabstwo Toombs (południe)
- Hrabstwo Laurens (południowy zachód)
- Hrabstwo Johnson (zachód)
- Hrabstwo Treutlen (zachód)

## Demografia
Według spisu z 2020 roku liczy 22 768 mieszkańców, co oznacza wzrost o 0,75% w porównaniu z poprzednim spisem z roku 2010. Według danych pięcioletnich z 2021 roku 62,3% to biali (58,4% nie licząc Latynosów), 35% czarnoskórzy lub Afroamerykanie, 1,4% miało rasę mieszaną, 0,8% Azjaci i 0,5% to rdzenna ludność Ameryki. Latynosi stanowili 5% populacji hrabstwa.

## Polityka
Hrabstwo jest przeważająco republikańskie, gdzie w wyborach prezydenckich w 2020 roku, 68,9% głosów otrzymał Donald Trump i 30,4% przypadło dla Joe Bidena. 